# 39º Reggimento volontario di fanteria
Il 39º Reggimento volontario di fanteria "New York", detto Garibaldi Guard, fu un reggimento di volontari, agli ordini di Frederick George D’Utassy, che combatté nella Guerra di secessione americana contro l'esercito confederato.
Il reggimento fu organizzato e autorizzato nel 1861 a New York, agli ordini del colonnello Frederick George D'Utassy. Il reclutamento dei volontari terminò nel 1865. Il reggimento era composto da tre compagnie tedesche, tre compagnie ungheresi, una compagnia svizzera, una italiana, una francese, una spagnola e una portoghese. Nel mese di aprile 1862, il reggimento fu assegnato al generale Fremont e fu impegnato a Strasburg e al Cross Keys. Nel 1863, il reggimento fu ulteriormente suddiviso in quattro compagnie: A, B, C, D; in seguito furono aggiunte le compagnie E, F, G, H e K.
Durante il servizio, nel reggimento morirono in battaglia o per malattia 274 uomini.
Nel 1902 in onore del reggimento venne eretto un monumento a Gettysburg, nel cimitero di Ridge.

## Battaglie combattute
- 11 giugno 1861 a Romney, VA.
- 15 maggio 1862 a Franklin, VA.
- 28 maggio 1862 a Franklin, VA.
- 8 giugno 1862 a Cross Keys, VA.
- 8 giugno, 1862 a Harrisonburg, VA.
- 12 giugno 1862 a Cross Keys, VA.
- 15 luglio 1862 presso l'ospedale.
- 15 luglio 1862 a Middletown, VA.
- 15 settembre 1862 a Ferry Harper, VA.
- 1-3 luglio 1863 a Gettysburg, PA.
- 14 ottobre 1863 alle Bristoe Station, VA.
- 30 novembre 1863 in fase di esecuzione Mine, VA.
- 1-2 dicembre 1863 in fase di esecuzione Mine, VA.
- 2 dicembre, 1863 alle Rapidan, VA.
- 6-7 febbraio, 1864 a Ford Morton, VA.
- 15 marzo, 1864 a Rapidan, VA.
- 4-8 maggio, 1864 a Wilderness, VA.
- 9-10 maggio 1864 a Spotsylvania Court House, VA.
- 10 maggio, 1864 a Laurel Hill, in Virginia.
- 10 maggio, 1864 a Po, VA.
- 12 mag 1864 a Po, VA.
- 12-17 maggio, 1864 a Spotsylvania Court House, VA.
- 18 maggio 1864 alle Landron House, VA.
- 18 maggio 1864 a Laurel Hill, in Virginia.
- 18 maggio 1864 a Spotsylvania Court House, VA.
- 30 maggio 1864 alle Pamunkey River, VA.
- 30 maggio 1864 alle Totopotomoy Creek, VA.
- 31 maggio 1864 a Cold Harbor, VA.
- 31 maggio 1864 ad Hannover Court House, VA.
- 31 maggio 1864 ad Hannover Town, VA.
- 31 maggio 1864 alle Totopotomoy Creek, VA.
- 1-3 giugno 1864 a Cold Harbor, VA.
- 7-8 giugno 1864 a Cold Harbor, VA.
- 14-17 giugno, 1864 a Petersburg, VA.
- 20 giugno 1864 alle Balesburg, VA.
- 21 giugno, 1864 a Weldon Railroad, VA.
- 21-23 giugno 1864 a Petersburg, VA.
- 22 giu, 1864 a North Anna River, VA.
- 22-23 giugno 1864 a Weldon Railroad, VA.
- 24 giugno 1864 a Petersburg, VA.
- 27 giugno 1864 a Petersburg, VA.
- 21 luglio 1864 a Weldon Railroad, VA.
- 27 lug 1864 a basso profondo, VA.
- 14 agosto 1864 a Strawberry Plains, VA.
- 16 agosto 1864 a Strawberry Plains, VA.
- 25 agosto 1864 a basso profondo, VA.
- 25 agosto 1864 alla stazione di Risme ', VA.
- 25 agosto 1864 a Weldon Railroad, VA.
- 27 ottobre 1864 a Fort Sedgwick, VA.
- 31 marzo 1865 della Campagna Appomattox, VA.
- 31 marzo 1865 al City Point, VA.
- 31 marzo 1865 a Petersburg, VA.
- 31 marzo 1865 a White Oak Ridge, VA.
- 2 aprile 1865 a Farmville, VA.
- 2 aprile 1865 a Petersburg, VA.